# كاميلي فاغنر
كاميلي فاغنر (بالفرنسية: Camille Wagner)‏ هو لاعب كرة قدم لوكسمبورغي، ولد في 13 أبريل 1925 في Schifflange ‏ في لوكسمبورغ، وتوفي في 7 فبراير 2014 في لوكسمبورغ في لوكسمبورغ. شارك مع منتخب لوكسمبورغ لكرة القدم. أما مع النوادي، فقد لعب مع نادي فولا إيش.

## وصلات خارجية
- كاميلي فاغنر على موقع الاتحاد الدولي (مؤرشف)  (الإنجليزية)
- كاميلي فاغنر على موقع قاعدة بيانات كرة القدم.إي يو (الإنجليزية)
- كاميلي فاغنر على موقع أوليمبيديا (الإنجليزية)